# Guntram A. Plangg
Guntram Adolf Plangg (* 19. Januar 1933 in Bürs; † 25. Dezember 2024 in Rum) war ein österreichischer Romanist, Rätoromanist und Sprachwissenschaftler.

## Leben und Werk
Plangg studierte Germanistik, Romanistik und Anglistik in Innsbruck und Poitiers. Er promovierte 1957 in Innsbruck bei Alwin Kuhn über Die rätoromanischen Flurnamen des Brandnertals. Ein Beitrag zu Vorarlbergs Rätoromania Alemanica (Innsbruck 1962). 
Von 1958 bis 1960 war er Lektor in Catania, dann Assistent am Institut für Romanistik der Universität Innsbruck. 1969 habilitierte er sich dort mit Sprachgestalt als Folge und Fügung. Zur Phonologie des Dolomitenladinischen (Badiot) und seiner Nachbarn (Tübingen 1972, Berlin 2017). 1970/71 war er Gastprofessor an der Ohio State University in Columbus (bei Hans-Erich Keller). Von 1972 bis zu seiner Emeritierung 2001 lehrte er auf dem sprachwissenschaftlichen Lehrstuhl „Romanistik I“ in Innsbruck. Im Anschluss war er an der Publikation zahlreicher Orts- und Flurnamenbücher beteiligt. Plangg war zudem von 1996 bis 1998 Vizepräsident der Akademie deutsch-italienischer Studien.
Im Dezember 2024 starb er im Alter von 91 Jahren. Er wurde in Rum bestattet.

## Weitere Werke
- (Hrsg., mit Eberhard Tiefenthaler) Weltoffene Romanistik. Festschrift  Alwin Kuhn zum 60. Geburtstag, Innsbruck 1963
- (Ergänzung und Überarbeitung) Antone Pizzinini, Parores ladines. Vokabulare badiot-tudësk, Innsbruck 1966
- (Hrsg., mit Johannes Kramer) Verbum Romanicum. Festschrift für Maria Iliescu, Hamburg 1993
- (mit Paul Videsott) Ennebergisches Wörterbuch / Vocabolar Mareo. Ennebergisch-deutsch, mit einem rückläufigen Wörterbuch und einem deutsch-ennebergischen Index, Innsbruck 1998
- (Hrsg., mit Eugen Thurnher) Sprache und Dichtung in Vorderösterreich. Elsass, Schweiz, Schwaben, Vorarlberg, Tirol. Ein Symposium für Achim Masser zum 65. Geburtstag am 12. Mai 1998, Innsbruck 2000
- (Hrsg., mit Maria Iliescu und Paul Videsott) Die vielfältige Romania. Dialekt – Sprache – Überdachungssprache. Gedenkschrift für Heinrich Schmid (1921–1999), Vich 2001